# Pryaziorny (przystanek kolejowy)
Pryaziorny (biał. Прыазёрны, ros. Приозёрный) – przystanek kolejowy znajdujący się 2,8 km od miejscowości Pryaziornaja (dawniej Bałabanowicze), w rejonie baranowickim, w obwodzie brzeskim, na Białorusi.